# Alfabet aràbic uigur
L'alfabet aràbic uigur (en uigur ئۇيغۇر ئەرەب يېزىقى, Uyghur Ereb Yëziqi, abreujat UEY) és un alfabet d'escriptura aràbiga usat per escriure l'uigur, especialment pel poble uigur de la Xina. És un dels diversos alfabets que s'han utilitzat al llarg de la història per representar la llengua uigur i n'ha estat l'alfabet oficial des de 1982.
El primer alfabet aràbic per a l'uigur es va desenvolupar al segle x, quan s'hi va introduir l'islam. Fou la versió utilitzada per escriure el txagatai, que esdevingué la llengua literària regional, i es coneix actualment com a alfabet txagatai. Va ser utilitzat gairebé exclusivament fins a principis de la dècada de 1920. Aleshores van començar a emergir escriptures uigurs alternatives i, col·lectivament, en gran part va desplaçar el txagatai; el terme Kona Yëziq, que significa "escriptura antiga", ara distingeix aquesta escriptura i l'UEY de les alternatives que no són derivades de l'Àrab. Entre 1937 i 1954 es va modificar l'alfabet aràbic uigur per suprimir lletres redundants i afegir diacrítics per a les vocals. Als anys 1950 es va adoptar una adaptació de l'alfabet ciríl·lic, i l'alfabet llatí el 1958. El modern alfabet aràbic uigur va ser declarat oficial el 1978 i reinstituït pel govern xinès el 1983, amb modificacions per representar les vocals.
L'alfabet aràbic utilitzat abans de les modificacions (Kona Yëziq) no representava les vocals uigurs i, segons Robert Barkley Shaw, l'ortografia era irregular, ja que les lletres vocals llargues sovint s'escrivien en lloc de les vocals curtes, pel fet que molts parlants turkis (nom que es donava abans als actuals uigurs) estaven insegurs de la diferència entre vocals llargues i curtes. The pre-modification alphabet used Arabic diacritics (zabar, zer, and pesh) to mark short vowels.
Robert Shaw va escriure que els escriptors turkis "inserien o ometien" les lletres per a les vocals llargues ا, و i ي al seu propi albir, de manera que una mateixa paraula es podia escriure amb ortografies diferents, i el ة s'utilitzava per representar una "a" curta per certs escriptors turkis.
El modern alfabet aràbic uigur reformat va eliminar les lletres els sons de les quals només es troben en àrab. Així, els manlleus de l'àrab i del persa (fins i tot paraules religioses islàmiques), s'escriuen tal com es pronuncien en uigur, no com s'escriuen en àrab o persa.
| Lletra | ا   | ب         | پ | ت | ج | چ  | ح  | خ  | د | ر | ز       | س | ش       |
| Llatí  | Un  | b         | p | t | j | ch | h  | kh | d | r | z       | s | sh      |
| Lletra | ع   | غ         | ف | ق | ك | گ  | نگ | ل  | م | ن | و       | ھ | ى       |
| Llatí  | ain | Gh, Ghain | f | q | k | G  | ng | l  | m | n | w, o, u | h | y, e, i |

| Lletra | ـَ     | ـِ   | ـُ    |
| Nom    | zabar | zer | pesh |
| Lletra | ا     | ي   | و    |
| Nom    | alif  | ye  | wáo  |

| Lletra | ئا،ا  | ئە،ە | ب | پ | ت | ج  | چ  | خ   | د    | ر    | ز    | ژ    | س   | ش    | غ    | ف   |
| IPA    | ɑ, un | ɛ,æ  | b | p | t | dʒ | tʃ | χ,x | d    | r,ɾ  | z    | ʒ    | s   | ʃ    | ʁ,ɣ  | f,ɸ |
| Lletra | ق     | ك    | گ | ڭ | ل | م  | ن  | ھ   | ئو،و | ئۇ،ۇ | ئۆ،ۆ | ئۈ،ۈ | ۋ   | ئې،ې | ئى،ى | ي   |
| IPA    | q     | k    | G | ŋ | l | m  | n  | h,ɦ | o,ɔ  | u,ʊ  | ø    | y,ʏ  | w,v | e    | i,ɨ  | j   |

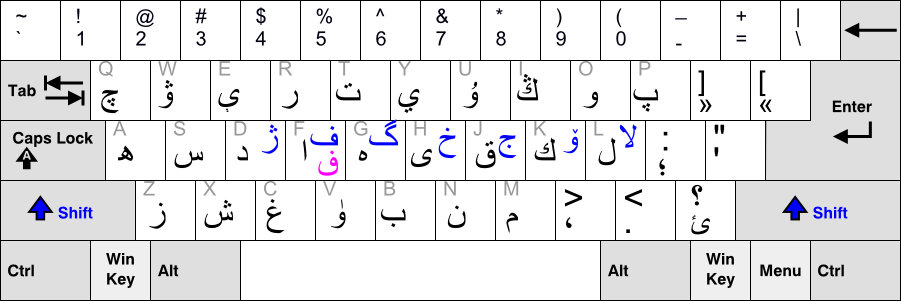
Disposició del teclat del Windows Uigur. En aquesta disposició de teclat, les vocals utilitzen l'alfabet més antic de l'escriptura aràbiga, i no les lletres senzilles més noves de l'alfabet Uyghur Ereb Yëziqi (compost de parells de lletres aràbigues, començant amb alef amb hamza que han de ser entrat a per separat en aquest teclat abans de la vocal real). La disposició del teclat es basa també en l'alfabet llatí més antic utilitzat pel Uyghur Yëngi Yëziq i no permet entrant a totes les vocals correctament per l'escriptura actual. Més estretament aparella el més vell de l'escriptura txagatai, el qual és ara desaprovat pels uigur i és considerat adequat únic pel Kona Yëziq, "l'escriptura antiga".

Moltes d'aquestes alternatives van ser influïdes per les consideracions de política de seguretat de la Unió soviètica o de la República Popular de la Xina. (Les àrees soviètiques uigurs van experimentar diversos alfabets no aràbics, i els països de la CEI anteriors, especialment Kazakhstan, actualment utilitzen principalment una adaptació de l'alfabet ciríl·lic, anomenat Uyghur Siril Yëziqi.)
Un alfabet derivat del pinyin, basat en l'alfabet llatí (amb lletres addicionals manllevades del ciríl·lic), llavors anomenat “escriptura nova” o Uyghur Yëngi Yëziq o UYY, va ser un temps l'alfabet aprovat oficialment com a l'únic utilitzat per a l'uigur a Xinjiang. Va tenir deficiències tècniques i va trobar resistència social; Uyghur Ereb Yëziqi (UEY), una expansió de l'antic txagatai, l'alfabet basat en l'escriptura aràbiga, és ara reconegut, juntament amb un nou alfabet basat en l'afabet llatí anomenat Uyghur Latin Yëziqi o ULY, reemplaçant l'anterior alfabet derivat derivat del pinyin. Quan s'usa el terme "Kona Yëziq" es refereix de vegades al UEY.

## L'alfabet antic comparat amb el modern
| Alfabet aràbic antic (Kona Yëziq) utilitzat abans del segle XX | Alfabet aràbic uigur modern | Alfabet llatí | Significat       |
| -------------------------------------------------------------- | --------------------------- | ------------- | ---------------- |
| بغرا                                                           | بۇغرا                       | bughra        | Camell de brau   |
| ارسلان                                                         | ئارىسلان                    | arislan       | Lleó             |
| سلطان                                                          | سۇلتان                      | sultan        | Sultà            |
| يوسف                                                           | يۈسۈپ                       | Yüsüp         | Yússuf (nom)     |
| حسن                                                            | ھەسەن                       | Hesen         | Hàssan (nom)     |
| خلق                                                            | خەلق                        | xelq          | Persones         |
| كافر                                                           | كاپىر                       | kapir         | infidel          |
| مسلمان                                                         | مۇسۇلمان                    | musulman      | Musulmà          |
| منافق                                                          | مۇناپىق                     | munapiq       | Munàfiq          |
| اسلام                                                          | ئىسلام                      | Islam         | Islam            |
| دين                                                            | دىن                         | Xivarri       | Religió          |
| كاشقر                                                          | قەشقەر                      | Qeshqer       | Kaixgar          |
| ختن                                                            | خوتەن                       | Xoten         | Hotan            |
| ينگي حصار                                                      | يېڭىسار                     | Yëngisar      | Yangi Hissar     |
| ساريق قول                                                      | سارىقول                     | Sariqol       | Sarikoli         |
| قيرغيز                                                         | قىرغىز                      | Qirghiz       | Kirguisos        |
| دولان                                                          | دولان                       | Dolan         | Dolan Persones   |
| كوندوز                                                         | كۈندۈز                      | kündüz        | Dia-temps        |
| ساريغ O ساريق                                                  | سېرىق                       | sériq         | Groc             |
| مارالباشي                                                      | مارالبېشى                   | Maralbëshi    | Maralbexi Comtat |
| لونگي                                                          | لۇنگى                       | Lun'gi        | Lungi            |
| آلتی شهر                                                       | ئالتە شەھەر                 | Alte sheher   | Alti Shahr       |
| آفاق خواجه                                                     | ئاپاق خوجا                  | Apaq Xoja     | Afaq Khoja       |
| پيچاق                                                          | پىچاق                       | pichaq        | Ganivet          |